# جيرار كاستيلا
جيرار كاستيلا هو لاعب كرة قدم ومدرب كرة قدم سويسري في مركز الوسط، ولد في 2 مايو 1953. لعب مع نادي سيرفيت ونادي شينوا ونادي لوزان ويانغ بويز.